# دژ پوزنان
دژ پوزنان (به لهستانی: Twierdza Poznań)، (به آلمانی: Festung Posen) مجموعه استحکاماتی است که طی سده‌های ۱۹ و ۲۰ میلادی توسط پادشاهی پروس در شهر پوزنان واقع در غرب لهستان امروزی احداث گشت.

## تاریخچه

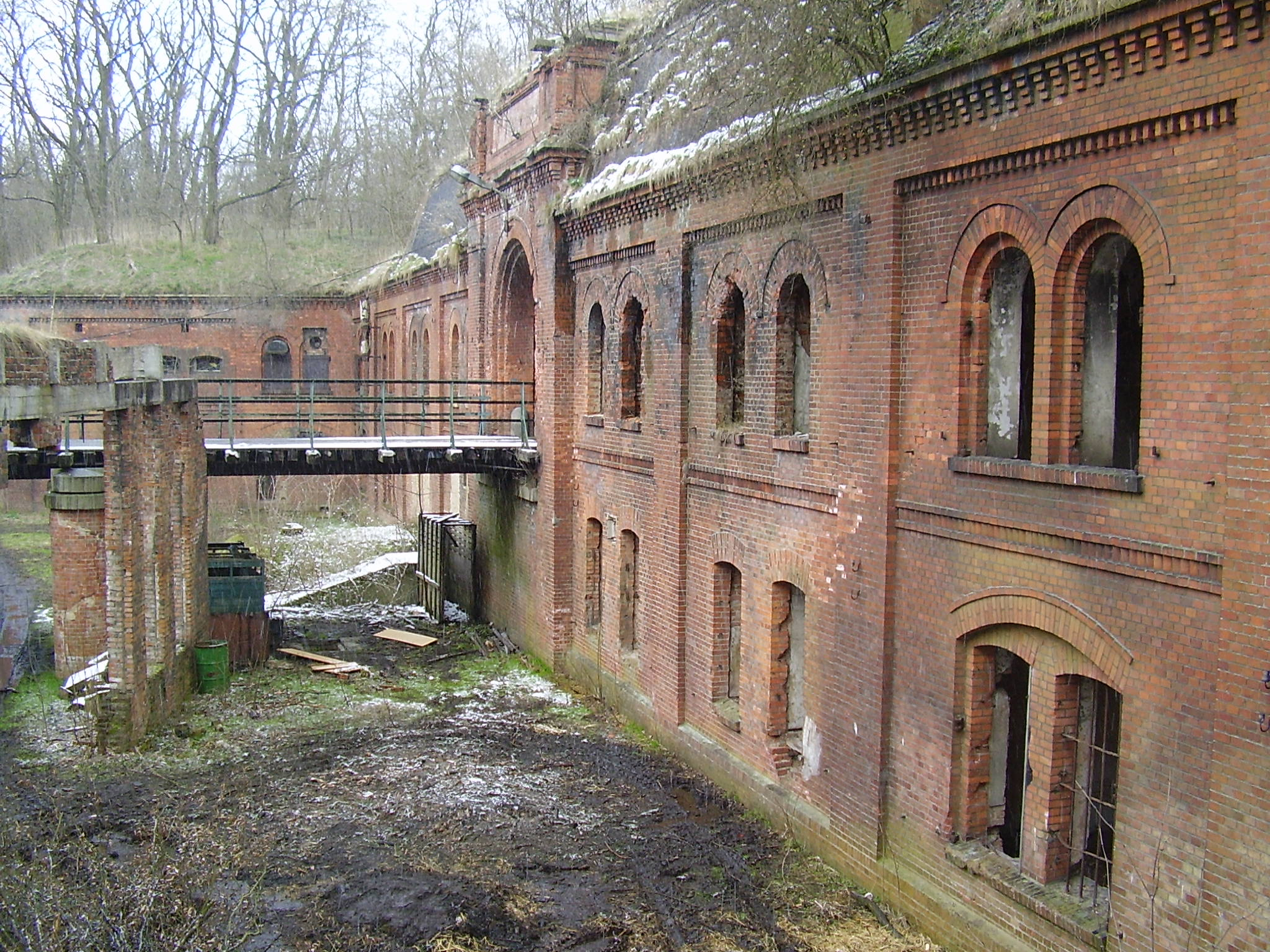
ساختمان دژ شماره ۳

شهر پوزنان در جریان دومین تجزیه لهستان در سال ۱۷۹۳ به تصرف پادشاهی پروس درآمد. استحکامات قرون وسطایی شهر در آنزمان بدون استفاده بودند و جهت نیاز به گسترش شهر نابود گشتند. در سال ۱۸۱۵ مقامات پروس تصمیم گرفتند تا استحکامات جدیدی را برای شهر بسازند زیرا پوزنان در میان کوتاه‌ترین مسیر بین مرز امپراتوری روسیه تا برلین قرار داشت و از سوی دیگر ساخت این استحکامات نشانه‌ای از این بود که امپراتوری پروس قصد ندارد هیچگاه این سرزمین را بار دیگر به لهستانی‌ها بازگرداند.
برنامه عمرانی قرار بود از سال ۱۸۱۷ آغاز شود اما به دلیل نبود منابع مالی کافی ساخت آن تا سال ۱۸۲۸ به تعویق افتاد. پس از آن عملیات عمرانی تا سال ۱۸۶۴ ادامه داشت که طی آن مجموعه عظیمی از دژها و استحکامات در کنار یکدیگر ساخته شد. طی دهه بعد و پس از جنگ دوم شلسویگ و جنگ کریمه این مشخص شد که دژهای قدیمی توانایی مقاومت در برابر توپخانه مدرن را ندارند و باید مجموعه استحکامات جدیدی برای دفاع از شهر ساخته شود. به همین منظور در دهه ۱۸۶۰ میلادی تصمیم بر این گرفته شد تا در فاصله ۶ کیلومتری از استحکامات پیشین حلقه جدید دفاعی ساخته شود. ساخت این حلقه دفاعی که شامل ۹ دژ اصلی و ۳ دژ کوچک‌تر بود از سال ۱۸۷۶ آغاز شد و در سال ۱۸۸۶ به پایان رسید. طی سال‌های بعد نیز دژ پوزنان همواره جزو استحکامات مهم امپراتوری آلمان طبقه‌بندی می‌شد و تا شروع جنگ جهانی اول به صورت مداوم به روز رسانی می‌شد. حلقه اولیه و استحکامات داخلی شهر اما در اوایل قرن بیستم به علت بی استفاده بودن و جهت گسترش شهر تخریب شدند.

## پس از جنگ جهانی اول

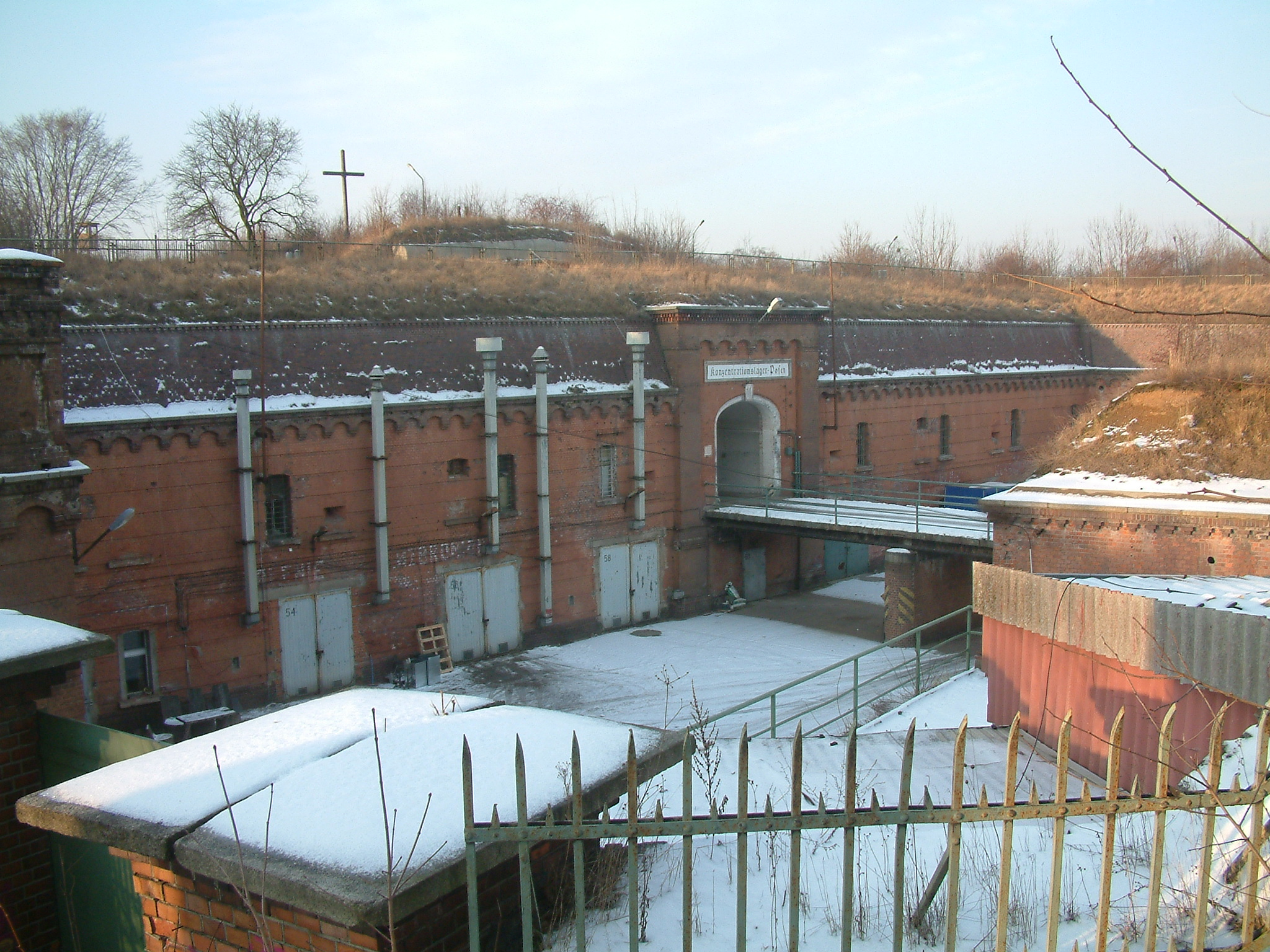
ساختمان دژ شماره ۷

در طی قیام لهستان بزرگ نیروهای آلمانی عمدتاً در استحکامات باقی ماندند و پس از مذاکرات تسلیم لهستانی‌ها شدند و تنها درگیری‌های کوچکی اتفاق افتاد. با ایجاد دولت لهستان و کنترل دوباره لهستانی‌ها بر شهر، حلقه بیرونی به عنوان خط دفاعی شهر باقی ماند اما تخریب استحکامات داخل شهر ادامه یافت که در نتیجه آن به جز ساختمان ارگ و چند ساختمان دیگر همه ساختمان‌های حلقه دفاعی اولیه ویران گشتند. با تهاجم به لهستان در سال ۱۹۳۹ نیروهای آلمان نازی بر شهر تسلط یافتند و در طول اشغال شهر دژ شماره هشت به عنوان یک اردوگاه کار اجباری مورد استفاده قرار گرفت که در آن ۲۰۰۰۰ لهستانی کشته شدند، همچنین پاره‌ای از ساختمان‌ها تبدیل به اردوگاه اسرا جنگی شدند. در انتها جنگ نیز نازی‌ها قصد داشتند به هر قیمتی از شهر دفاع کنند که نتیجه آن یک ماه نبرد شدید و آسیب شدید به استحکامات شهر بود.